# Communauté rurale de Ndoulo
La communauté rurale de Ndoulo est une communauté rurale du Sénégal située à l'ouest du pays. 
Elle fait partie de l'arrondissement de Ndoulo, du département de Diourbel et de la région de Diourbel.
Lors du dernier recensement), la CR comptait 10 732 personnes et 1 022 ménages.